# Latodrepanus simonisi
Latodrepanus simonisi är en skalbaggsart som beskrevs av Barbero, Palestrini och Angela Roggero 2009. Latodrepanus simonisi ingår i släktet Latodrepanus och familjen bladhorningar. Inga underarter finns listade i Catalogue of Life.